# Werner Hochwald
Werner Hochwald (geboren 21. Januar 1910 in Berlin; gestorben 7. August 1989 in St. Louis) war ein deutschamerikanischer Ökonom und Hochschullehrer.

## Leben
Werner Hochwald war ein Sohn des Ingenieurs Moritz Hochwald und der Lehrerin Elsa Stahl, er hatte zwei Geschwister, denen ebenfalls die Emigration gelang. Seine Mutter wurde 1943 im Ghetto Theresienstadt Opfer des Holocaust. 
Hochwald studierte ab 1928 Rechts- und Staatswissenschaften in Freiburg und Berlin und wurde 1932 als Jurist in Berlin promoviert. Während des Studiums arbeitete er bei der Jüdischen Wanderfürsorge. Seit der Machtübergabe an die Nationalsozialisten im Jahr 1933 waren seine beruflichen Möglichkeiten stark eingeschränkt, und Hochwald hatte nur aushilfsweise Beratungsaufträge bei der Reichsvertretung der Deutschen Juden. Hochwald heiratete im Januar 1938 die Juristin und Sozialarbeiterin Hilde Landenberger (1907–1958), sie hatten zwei Kinder. Im April 1938 emigrierten sie in die USA. In St. Louis jobbte sie als Sozialarbeiterin und er zunächst als Buchhaltungsgehilfe. 1940 machte er einen Abschluss als B.Sc. in Business Administration an der Washington University in St. Louis und 1942 einen A.M. Er arbeitete von 1942 bis 1944 als Ausbilder bei der US Army. 
Nach der Promotion unter dem Titel The Dynamics of Labor Demand im Jahr 1944 wurde er 1945 als Instructor für Ökonomie an der Washington University angestellt und rückte in der Folge zum Assistant und Associate Professor auf. 1950 wurde er zum Professor ernannt. Nach seiner Emeritierung war er 1981 noch Ökonomieprofessor an der University of the South in Sewanee. Hochwald war nebenher von 1947 bis 1958 Berater der Federal Reserve Bank of St. Louis und in derselben Zeitspanne auch Mitglied des Citizens Budget Committee der Kommune St. Louis.
Hochwald war Mitglied in American Economic Association, National Bureau of Economic Research, American Statistical Association, Econometric Society, Economic History Association, International Association for Research in Income and Wealth.

## Schriften (Auswahl)
- Werner Hochwald; Herbert E. Striner; Sidney Sonenblum: Local impact of foreign trade : a study in methods of local economic accounting, a Special Project Committee statement and a staff report. Washington: National Planning Association, 1960
- (Hrsg.): Design of Regional Accounts : Papers Presented at the Conference on Regional Accounts, 1960. Baltimore: Johns Hopkins Pr., 1961
- An economist's image of history. Presidential address delivered at the 37. Annual Meeting of the Southern Economic Association in New Orleans, Nov. 17, 1967. Southern economic journal. Hoboken, NJ, 1968, 1, S. 3–16